# Shoeburyness
Shoeburyness – dzielnica miasta Southend-on-Sea, w Anglii, w Esseksie, w dystrykcie (unitary authority) Southend-on-Sea. W 2011 roku dzielnica liczyła 11 159 mieszkańców.